# Рональд Геркаліу
Рональд Геркаліу (нім. Ronald Gercaliu), або Рональд Герчалью (алб. Ronald Gërçaliu, нар. 12 лютого 1986, Тирана) — австрійський футболіст албанського походження, захисник та півзахисник клубу «Тирана».

## Клубна кар'єра
У дорослому футболі дебютував 2004 року виступами за «Штурм» (Грац), в якому провів два роки, взявши участь у 46 матчах чемпіонату. Більшість часу, проведеного у складі «Штурма», був основним гравцем команди.
У 2006 році перейшов в «Ред Булл», який заплатив за його трансфер 1 000 000 євро. Дебютував у складі «Зальцбурга» 26 лютого, однак, уже в другому матчі отримав травму, через що вибув до кінця сезону, і по його завершенні, в червні того ж року, повернувся назад в «Штурм» (Грац).

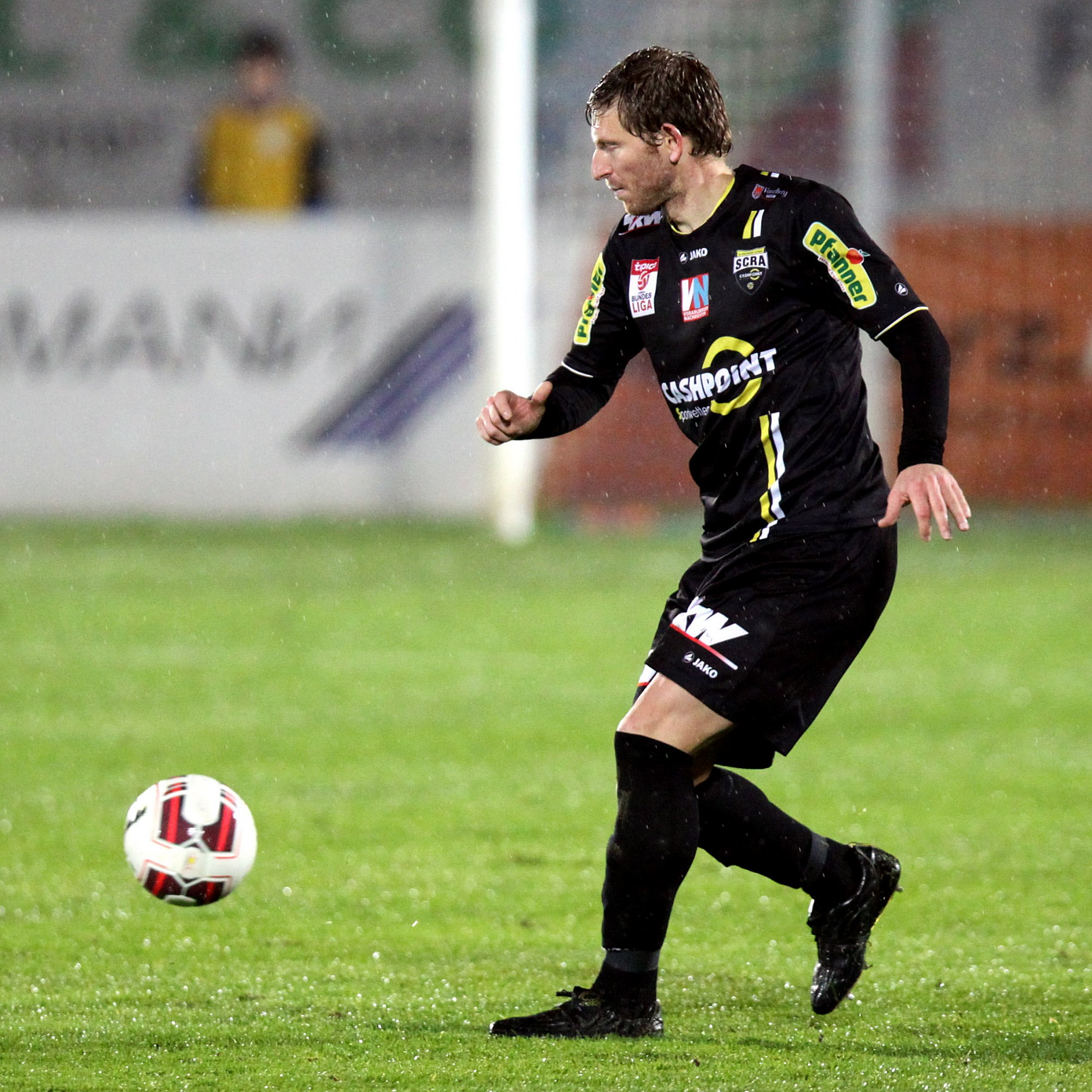
Рональд Геркаліу під час виступів за «Альтах». 6 грудня 2014 року.

Своєю грою привернув увагу представників тренерського штабу «Аустрії» (Відень), до складу якого приєднався на початку 2007 року. Відіграв за віденську команду наступні півтора сезони своєї ігрової кар'єри. Граючи у складі віденської «Аустрії» також здебільшого виходив на поле в основному складі команди.
Влітку 2008 року повернувся до клубу «Ред Булл». Цього разу провів у складі команди один сезон, ставши чемпіоном країни.
Протягом сезону 2009–10 років захищав кольори клубу «Вінер-Нойштадт».
До складу клубу «Інгольштадт 04» приєднався влітку 2010 року на правах вільного агента, проте пробитися в основну команду так і не зумів, виступаючи лише в дублі.
У лютому 2012 року він підписав контракт з польським «Лодзем», де грав до кінця сезону, після чого повернувся до Німеччини, ставши гравцем «Ерцгебірге Ауе» з Другої Бундесліги.
В січні 2014 року став гравцем румунської «Університаті» (Клуж-Напока), проте вже влітку того ж року став гравцем австрійського «Альтаха», де провів наступний сезон.
До складу клубу «Тирана» приєднався влітку 2015 року. Відтоді встиг відіграти за команду з Тирани 15 матчів в національному чемпіонаті.

## Виступи за збірну
Незважаючи на албанське походження, прийняв австрійське громадянство і 17 серпня 2005 року дебютував в офіційних матчах у складі національної збірної Австрії в товариській грі проти збірної Шотландії, яка завершилася в нічию 2-2.
У складі збірної був учасником чемпіонату Європи 2008 року в Австрії та Швейцарії, проте зіграв лише в одному матчі турніру.
Після домашнього Євро перестав викликатись до збірної. Всього провів у формі головної команди країни 14 матчів.

## Титули і досягнення
- Чемпіон Австрії (1):

«Ред Булл»: 2008-09
- Володар Кубка Австрії (1):

«Аустрія» (Відень): 2006-07